# ایوان پاولیتسا
ایوان پاولیتسا (کرواتی: Ivan Pavlica؛ زادهٔ ۱۷ مارس ۱۹۴۵) بازیکن فوتبال اهل یوگسلاوی بود.
از باشگاه‌هایی که در آن بازی کرده‌است می‌توان به باشگاه فوتبال زاگرب، باشگاه فوتبال هایدوک اسپلیت، و باشگاه فوتبال متس اشاره کرد.
وی همچنین در تیم ملی فوتبال یوگسلاوی بازی کرده‌است.